# شورو (موسیقی)

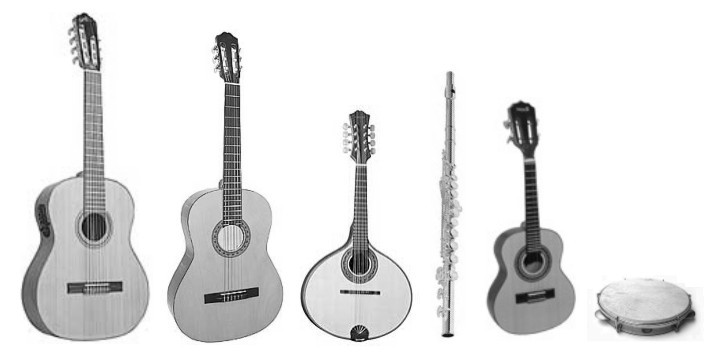
سازهایی که معمولاً در شورو استفاده می‌شود.

شورو (به پرتغالی: Chôro) یکی از سبک‌های محبوب موسیقی برزیلی است.
واژهٔ شورو به معنی «ناله» است و این سبک را سنتاً شورینیو (chorinho) «نالهٔ کوچک» نیز می‌نامند.
خاستگاه این سبک ریو دوژانیروی سدهٔ ۱۹ است.
شورو در اصل با سه ساز فلوت، گیتار و کاواکینیو (گیتارچهٔ چهارسیمه) نواخته می‌شد.
در سبک شورو معمولاً سازهای ماندولین، کلارینت و ساکسوفون هم استفاده می‌شود.